# Birmingham Challenger 1995
Il Birmingham Challenger 1995 è stato un torneo di tennis facente parte della categoria ATP Challenger Series nell'ambito dell'ATP Challenger Series 1995. Il torneo si è giocato a Birmingham negli Stati Uniti dal 24 al 30 aprile 1995 su campi in terra verde.

## Vincitori

### Singolare
Bohdan Ulihrach ha battuto in finale  Jiří Novák con il punteggio di 6–4, 7–6

### Doppio
Ken Flach /  Bryan Shelton hanno battuto in finale  Ellis Ferreira /  Brent Haygarth con il punteggio di 5–7, 7–5, 6–2